# 美麗再續
《美麗再續》（Delta）是澳洲歌手黛兒塔的第三張錄音室專輯 。在2007年10月20日於澳洲發行。 黛兒塔從2006年開始籌備這張專輯，並與許多不同音樂人合作如Vince Pizzinga、湯米·李·詹姆斯（Tommy Lee James）、Jörgen Elofsson、理查·瑪爾克斯、Stuart Crichton和前西城男孩團員布萊恩（Brian McFadden）。 專輯首周就空降澳洲排行榜冠軍 ，同時也是黛兒塔在美國發行的第一張專輯。
她將在2009年展開巡迴演唱會

## 背景

### 歷史
根據之前媒體報導，這張專輯曲風會變的非常明亮。 黛兒塔說這是一張快樂的專輯。「我要做出一張正面積極的專輯。我變得更獨立且穩重，我相信我更能享受未來的生活。」 她正在寫歌，但內容不會是她不想談論的私人生活，因此這些事也不會出現在新專輯裡。 根據Sony BMG的內部人士，專輯曲風將會「更樂觀，更激勵人心。」 由於前一張專輯《錯的多美麗》正好是黛兒塔在面對癌症時錄製的，是一張非常黑暗的專輯。那些歌曲在創作時，黛兒塔在生活上也發生一些不如意的事，像是父母離婚、解雇經紀人（她的母親）以及與布萊恩的關係等等。 她說她在錄音期間後期像是重生一般充滿精力。「我覺得我充滿了活力。」 她說在製作專輯的過程中很開心，很喜歡那一段時間。 這張專輯是她與男友布萊恩共同創作的。她回想起那段跟布萊恩一起寫歌的日子說：「他是非常有才華的創作人。我們的創作方式非常不同，他驚人的才能令我印象深刻。」 一開始她與其他創作人合作時並沒有擦出火花，然後她決定與布萊恩合作，第一首創作歌曲就是這張專輯的第二首單曲《Believe Again》： 「這首專輯的的開頭曲《Believe Again》是很重要的轉捩點。在這之前我對於新專輯的方向感到有些不確定。這首歌改變了當時的情況。」 這張專輯不同以往，她說：「這張專輯充滿著活力，人們將會感受到我的成長，我勇敢的向前進。」 她在演唱會上對歌迷說，她為專輯寫了150首歌，而《In This Life》這首歌是完全不需要思考就寫好的歌。 專輯也被她待在倫敦的那段日子所影響：「我並沒有變，我有一樣的道德觀、一樣的父母。但是我到倫敦住了一段時間，還認識了有趣的朋友。」 根據報導，專輯裡將沒有太戲劇化，帶有強烈流行曲調的情歌。
2007年8月，她將新專輯送給一些音樂界的人士。報導指出：「這張音樂令人印象深刻，房間裡似乎充滿著令人興奮的空氣。」 她寫了帶有中東風的歌曲《Eyes On Me》，但並沒有選進專輯中。這首歌之後被席琳·狄翁收入在專輯《為愛冒險》中，並有可能成為單曲。黛兒塔對於這件事說：「對我來說這真是美夢成真。我實在是無法相信她竟然會選中我的歌！」
她在網路上放了一段影片，在影片中她說她與其他的音樂人合作，像是她的男友布萊恩、Stuart Crichton、湯米·李·詹姆斯（Tommy Lee James）等等。 並且她會在洛杉磯和倫敦錄製專輯。 專輯所有歌曲都是由她親自挑選的。

專輯中的歌曲有著不同的主題。《Believe Again》是關於克服人生中的障礙。 《God Laughs》是關於她的父母離異。她不想去解釋這首歌，因為這首歌已經講得夠多了。 歌詞清楚的寫道：
|  | Mum was goin' crazy together to keep it Dad's two lives he was keeping it a secret When we found out we couldn't believe it |

 《Brave Face》是說她與男友布萊恩之間的感情。她用”tabloids”這個英文單字形容04、05年所遇到的媒體壓力。根據她本人的傳記，《In This Life》這首歌重申新的開始，頌揚堅忍不拔的態度和開心的向前邁進；以及你在人生的旅途上所獲得的東西、不斷的成長與保持樂觀、積極的態度。 在2008年美國發行的報刊中，她提到《Possessionless》這首歌的內容是關於癌症。她在康復後不久就寫下了這首歌。 她說：「我的歌詞並不代表都是與我的生活有關。這張專輯裡的歌曲與我個人生活無關，不過依然是真誠而富有情感的，並訴說著很棒的故事。很多人讀著我的歌詞，認為可以完全了解我，但我並不是大家所認為的那麼透明的人。」
《In This Life》的B面單曲《Take Me Home》和iTunes的加贈歌曲《Breathe In, Breathe Out》因為與專輯其他歌曲不太適合，因此沒有收錄於專輯中。她也說這兩首歌與另一首《You and You Alone》是最符合專輯精神的。

### 單曲
1. 《In This Life》 — 2007年8月28日於澳洲廣播電台首播，並在9月15日發行單曲。單曲空降澳洲單曲榜冠軍，成為她第八張冠軍單曲。
2. 《Believe Again》 — 在2007年10月底於澳洲電台首播，音樂錄影帶在雪梨拍攝並接受許多媒體報導。單曲於12月8號發行，內容包含混音版本以及未曝光歌曲《Fortune And Love》，首周空降澳洲單曲榜亞軍。
3. 《You Will Only Break My Heart》 — 2008年2月25日公開播放，並在2月29日發行。單曲包含混音版和演奏版，以及收入重新翻唱恩蘭娜·邁爾斯（Alannah Myles）的暢銷單曲《Black Velvet》的現場演唱版本。音樂錄影帶的特色是包含了官方網站上歌迷自行錄製的片段，發行後登上澳洲單曲榜第14名。
4. 《I Can't Break It To My Heart》 — 2008年7月12日在廣播首度放送，8月16日發行，並登上澳洲單曲榜第13名。

一般推測，黛兒塔將會推出第五張單曲，用來宣傳「Believe Again Tour」、《A Night With Delta》DVD或是重新發行專輯。最有可能的作為單曲的是《Possessionless》、《Brave Face》或《Bare Hands》。

## 單曲列表
| 澳洲 - 《In This Life》 - 《Believe Again》 - 《You Will Only Break My Heart》 - 《I Can't Break It To My Heart》 | 美國、紐西蘭、 日本 - 《In This Life》 |

## 宣傳

### 澳洲與亞洲
這次黛兒塔將計畫前往海外宣傳，前往過去未曾發行專輯的地方，包括南非。在2007年裡她只會在澳洲國內宣傳。 她在報紙上的Q&A中說她將於2008年1月前往日本表演，而專輯也會在日本發行。

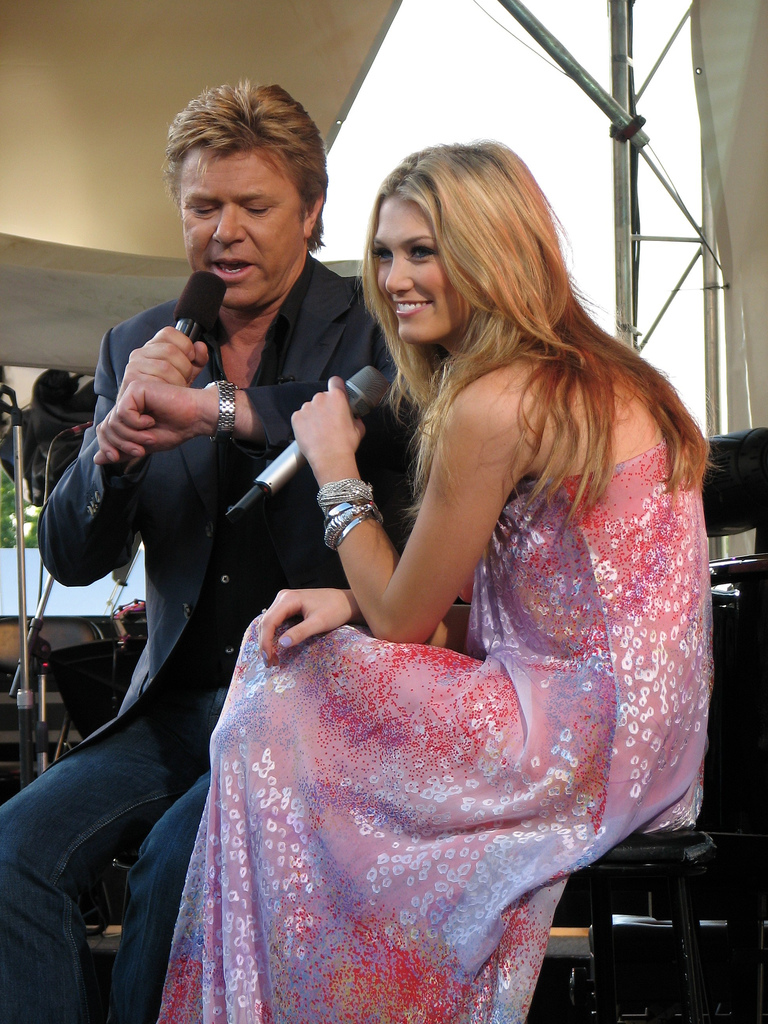
黛兒塔在澳洲宣傳時的表演

10月9日，黛兒塔在雪梨舉行專輯發佈派對，拍對只邀請了媒體名人及歌迷在內的400人。她並演唱了新專輯中的歌曲，包括《Believe Again》、《You Will Only Break My Heart》、《Possessionless》、《God Laughs》和《Angels In The Room》。  10月9日於節目《星隨舞動》（Dancing with the Stars）上表演《In This Life》。10月26日於澳洲晨間節目《SUNRISE》演唱新專輯的歌曲。她也參加2007年的澳洲音樂大獎並擔任頒獎人。 10月14日《週日電訊報》提供讀者下載新專輯中的三首歌：《Believe Again》、《You Will Only Break My Heart》、《Possessionless》。 專輯封面由Chris Colls拍攝，他也拍攝黛兒塔在2007年澳洲版《柯夢波丹》裡的照片。專輯封面被批評與雜誌封面太過相像。這可能是由於都是由同一人拍攝所導致的。
2008年1月14日，她在香港開始了他的國際宣傳之旅。16日離開香港後，到1月底為止，在亞洲各國進行宣傳，1月也是大部分亞洲國家發行專輯的時間。 4月5號，為了慶祝澳洲青年周，黛兒塔回到雪梨，於電視節目《Video Hits》上現場演出《In This Life》和《You Will Only Break My Heart》。

### 美國
2008年3月，她前往美國宣傳新專輯。她到 芝加哥、布法羅、紐約和洛杉磯等地的電台，宣傳於4月15日發行的單曲《In This Life》。她也拍攝了《OK!雜誌》、《Vegas Magazine》、《告示牌》和《17》的封面。雖然大部分在美國的表演，目標都是在音樂產業界的人士，但她也計畫在德州和紐約的電台舉辦兩場演唱會。她同時拍攝了《Vegas Magazine》五周年紀念版封面。她在下個月將接受《柯夢波丹》、《時人雜誌》和《InTouch》周刊的訪問。也將參加電視節目《Extra》、《今夜娛樂 》（Entertainment Tonight）與《福斯新聞 》的錄影，其他的電視節目則尚未確認。
2008年6月17日她以《In This Life》這首歌首次登上告示牌排行榜《Hot Adult Top 40 Tracks》第40名。

### 巡迴演唱會
2008年黛兒塔將在澳洲舉行巡迴演唱會。預計門票將於2008年中旬開始發售。2007年在澳洲電影學會獎（AFI Awards）上表演《Believe Again》, 令歌迷十分期待接下來的巡迴演唱。她在2008年3月27號的迷你演唱會《A Night With Delta》中宣布巡迴演唱將在11月舉行。

## 市場反應

### 評論
專輯發行前就已送到樂評手裡，黛兒塔也邀請錄音室的夥伴一起聆聽專輯。有篇報導寫道：「這張音樂令人印象深刻，房間裡似乎充滿著令人興奮的空氣。」 其他樂評也對這張專輯給予正面的評價。《周日先鋒報》（The Sunday Herald）稱這張專輯：「專輯不同以往，與之前的曲風不同。她充滿爆發力與柔軟度的歌聲可讓她唱出類似席琳·狄翁的歌曲。」， 並在滿分五顆星中給了三顆半星。美國 評論家與網站 Associated Content同樣給予正面評價，網站Associated Content稱這張專輯是黛兒塔目前為止最好的專輯。 
美國的第一個評論是來自All Music Guide，內容稱讚黛兒塔的歌聲及天賦，但是在歌曲裡並沒有發揮她所有的才能。「黛兒塔跨進了新的領域，但是並不完全適合她。在堅持走向主流的過程中可能會遇到困難，但是她的才能與魅力將會幫助她跨越難關。」他們在滿分5顆星中給了3顆半星。

### 發行
專輯在2007年10月20日發行，並隨即登上冠軍成為她的第三張冠軍專輯，並在首周就被認證為白金唱片。專輯在一個禮拜後於紐西蘭發行，同時她也前往宣傳，並在首周登上第12名。在2008年以前她都會專心在澳洲宣傳。 她也宣布專輯將會在其他地區發行。 2008年3月，專輯確定會在6號3號於美國發行。2月20號於日本發行後，首周登上了國際榜第8名以及綜合榜第39名，賣出4,959 張，第二周在國際榜上掉到16名，賣出3,319張。

## 曲目
1. 《Believe Again》 (Stuart Crichton、黛兒塔、湯米·李·詹姆斯、布萊恩) — 5:48
2. 《In This Life》 ( Stuart Crichton、黛兒塔、湯米·李·詹姆斯、布萊恩) — 3:47
3. 《Possessionless》 (Andrew Frampton、黛兒塔、Steve Kipner、Wayne Wilkins、布萊恩) — 4:22
4. 《God Laughs》 ( Andrew Frampton、黛兒塔、Steve Kipner、Wayne Wilkins) — 4:09
5. 《You Will Only Break My Heart》( Stuart Crichton、黛兒塔、湯米·李·詹姆斯、布萊恩) — 3:03
6. 《The Guardian》 (Carl Björsell、Carl Falk、Sharon Vaughn) — 3:48
7. 《Bare Hands》 ( Andrew Frampton、黛兒塔、Steve Kipner、Wayne Wilkins) — 3:44
8. 《Woman》 (史提夫·麥克(Steve Mac)、Wayne Hector) — 4:30
9. 《I Can't Break It to My Heart》 (黛兒塔、Savan Kotecha、Kristian Lundin) — 4:00
10. 《Brave Face》 ((Andrew Frampton、黛兒塔、Steve Kipner、Wayne Wilkins) — 3:45
11. 《One Day》 ( Stuart Crichton、黛兒塔、湯米·李·詹姆斯、布萊恩) — 3:38
12. 《Angels in the Room》 ( Stuart Crichton、黛兒塔、湯米·李·詹姆斯、布萊恩) — 4:22

### 特別收錄曲
- 澳洲iTunes版本:

1. 《Right Here in My Heart》 (Paul Barry、黛兒塔) — 4:10

- 日本版本:

1. 《I Breathe In, Breathe Out》 ( Stuart Crichton、黛兒塔、湯米·李·詹姆斯) — 3:34
2. 《I Together We Are One》 (Guy Chambers、布萊恩、黛兒塔) — 4:15

- 日本《Delta +1》豪華版

1. 《I LIVE! TOGETHER ~Tokyo Girls Anthem~》 featuring JuJu

### 日本版附贈DVD
1. 《In This Life》（音樂錄影帶） — 3:47
2. 《In This Life》（幕後花絮）
3. 《Believe Again》（音樂錄影帶） — 4:06
4. 《Believe Again》（幕後花絮）
5. 黛兒塔訪談
6. 與JuJu的幕後花絮

### 美國版本
1. 《Believe Again》 — 5:48
2. 《In This Life》— 3:47
3. 《Possessionless》 — 4:22
4. 《Born to Try》 (黛兒塔、Audius Mtawarira) — 4:13
5. 《Bare Hands》 — 3:44
6. 《God Laughs》 — 4:09
7. 《You Will Only Break My Heart》 — 3:03
8. 《Woman》 — 4:30
9. 《I Can't Break It》 — 4:00
10. 《Brave Face》 — 3:45
11. 《One Day》 — 3:38
12. 《Angels in the Room》 — 4:22

## 排行榜名次與唱片認證
專輯在2007年10月29日擠下之前的冠軍火柴盒二十，空降澳洲排行榜冠軍，首周賣出23,072張並認證為白金唱片。 第二周則賣出12,186張，僅次於老鷹合唱團的專輯《遠離伊甸園》（The Long Road out of Eden）成為亞軍。第三周則賣出8,927 張。 專輯發行後每禮拜退後一個名次，第六周時已累積成為雙白金唱片。在紐西蘭，首周進入紐西蘭排行榜第12名，距離上次上榜已經三年。 2008年4月6日專輯停留在澳洲排行榜第45名，總計上榜週數達到22周。3月18日，專輯再度回到紐西蘭排行榜中，獲得第17名。 在日本，首周分別進入綜合榜第39名及國際榜第8名，賣出近5,000張，比上張專輯的首周銷售增加了1,000張。
| 排行榜（2007）                       | 提供單位                    | 名次 | 唱片認證 | 銷售             |
| ------------------------------------ | --------------------------- | ---- | -------- | ---------------- |
| 澳洲專輯榜                           | 澳洲唱片業協會（ARIA）      | 1    | 三白金   | 210,000+         |
| 紐西蘭專輯榜                         | 新西兰唱片音乐协会（RIANZ） | 12   |          |                  |
| 排行榜（2008）                       | 提供單位                    | 名次 | 唱片認證 | 銷售             |
| 香港專輯綜合榜                       | ?                           | 3    | -        | -                |
| 香港專輯國際榜                       | ?                           | 1    | -        | -                |
| 日本專輯綜合榜                       | Oricon                      | 39   | -        | 25,000           |
| 日本專輯國際榜                       | Oricon                      | 8    | -        | 25,000           |
| 全球專輯排行榜（United World Chart） | Media Traffic               | -    | -        | 270,000+（估計） |

## 發行日期
| 國家   | 日期           | 廠牌            | 形式   | 編號          | 附註           |
| ------ | -------------- | --------------- | ------ | ------------- | -------------- |
| 澳洲   | 2007年10月20日 | Epic/Sony BMG   | CD     | 88697171932   | 同時發行豪華版 |
| 紐西蘭 | 2007年10月29日 | Epic/Sony BMG   | CD     |               |                |
| 中國   | 2007年12月25日 | Sony Music      | CD     | 88697171932   |                |
| 香港   | 2008年1月11日  | Sony BMG        | CD     |               |                |
| 新加坡 | 2008年1月14日  | Sony BMG        | CD     |               |                |
| 台灣   | 2008年1月18日  | Sony BMG        | CD     | 88697171932   |                |
| 南韓   | 2008年1月28日  | Sony BMG        | CD     | 8803581113938 |                |
| 泰國   | 2008年2月12日  | Sony BMG        | CD     | 88697171932   |                |
| 日本   | 2008年2月20日  | Sony BMG        | CD     | SICP-1746     | 日本特別發行   |
| 日本   | 2008年1月11日  | Sony BMG        | CD/DVD | SICP-1863     | 豪華版         |
| 美國   | 2008年1月15日  | Mercury Records | CD     | 001126202     |                |

## 製作群
- Abe Laboriel Jr. – 鼓[49]
- Adrian Hall -錄音師
- Andrew Frampton - Drum Programming、吉他、鍵盤、製作人
- Anna Ross – 合聲
- 布萊恩– 吉他、合聲
- Chris Elliot - 弦樂編寫
- Chris Laws – 鼓、錄音師
- Daniel Chase - Programming
- Daniel Debourg - 合聲
- Daniel Pursey – 助理
- 戴夫·亞奇（Dave Arch） – 鋼琴、弦樂編寫
- David Paul Jr. Collins – A&R
- 黛兒塔 - 合聲
- Glenn Pittman – 助理錄音師
- Harry Magee - Management
- Isobel Griffiths - Orchestra Contractor
- Jamie Muhoberac – 鍵盤、鋼琴
- Jason Boshoff - Programming
- Jeff Rothschild - 錄音師、混音、Programming、配唱製作人
- John Farrar – 吉他
- John Shanks - 貝斯、吉他、製作人、合聲
- Josh Blair - 錄音師
- Kristian Lundin - 配唱製作人
- Lars Fox - 數位剪輯、剪輯
- Marius de Vries - 錄音師、鍵盤、製作人、Programming、弦樂編寫
- 馬克·安德特（Mark Endert）- 混音
- Myriam Martin - 合聲
- Patricia Scott - 合聲
- Paul Gendler – 吉他
- Perry Mason - Orchestra Leader
- Pete Craigie – 混音
- Ren Swan – 混音
- Rohan Onraet – 助理
- Shari Sutcliffe – Contractor、製作行政統籌
- Steve Kipner – 吉他、製作人
- 史提夫·麥克（Steve Mac）- 編曲、鍵盤、製作人、合成
- Steve Pearce – 貝斯
- Stuart Crichton - 錄音師、吉他、鍵盤、混音、製作人、Programming、弦樂編寫、配唱製作人、合聲
- Ted Jensen - 母帶後期處理
- 湯米·李·詹姆斯（Tommy Lee James） -合聲
- Wayne Wilkins - Drum Programming、鍵盤、製作人